# Maria de Borbó-Dampierre
Maria de Borbó-Dampierre (1220-1274) va ser una dama d'alt llinatge de la casa de Dampierre-Borbó. Era filla d'Arquimbald VIII el Gran, senyor de Borbó i Beatriu de Montluçon.
Es va casar al 1240 amb Joan I de Dreux, comte de Dreux i de Braine, que formava part de la família dels Capets de Dreux. Van tenir diferents fills:
- Robert IV de Dreux, comte de Dreux, de Braine i senyor de Montfort
- Iolanda, casada amb Amalric II, senyor de Craon, i posteriorment amb Joan II de Trie, comte de Dammartin
- Joan, templer

Al morir, va ser enterrada prop del cor del seu marit a l'església abacial de Saint-Yved de Braine, necròpolis dels Comtes de Dreux.